# Округи кантону Во

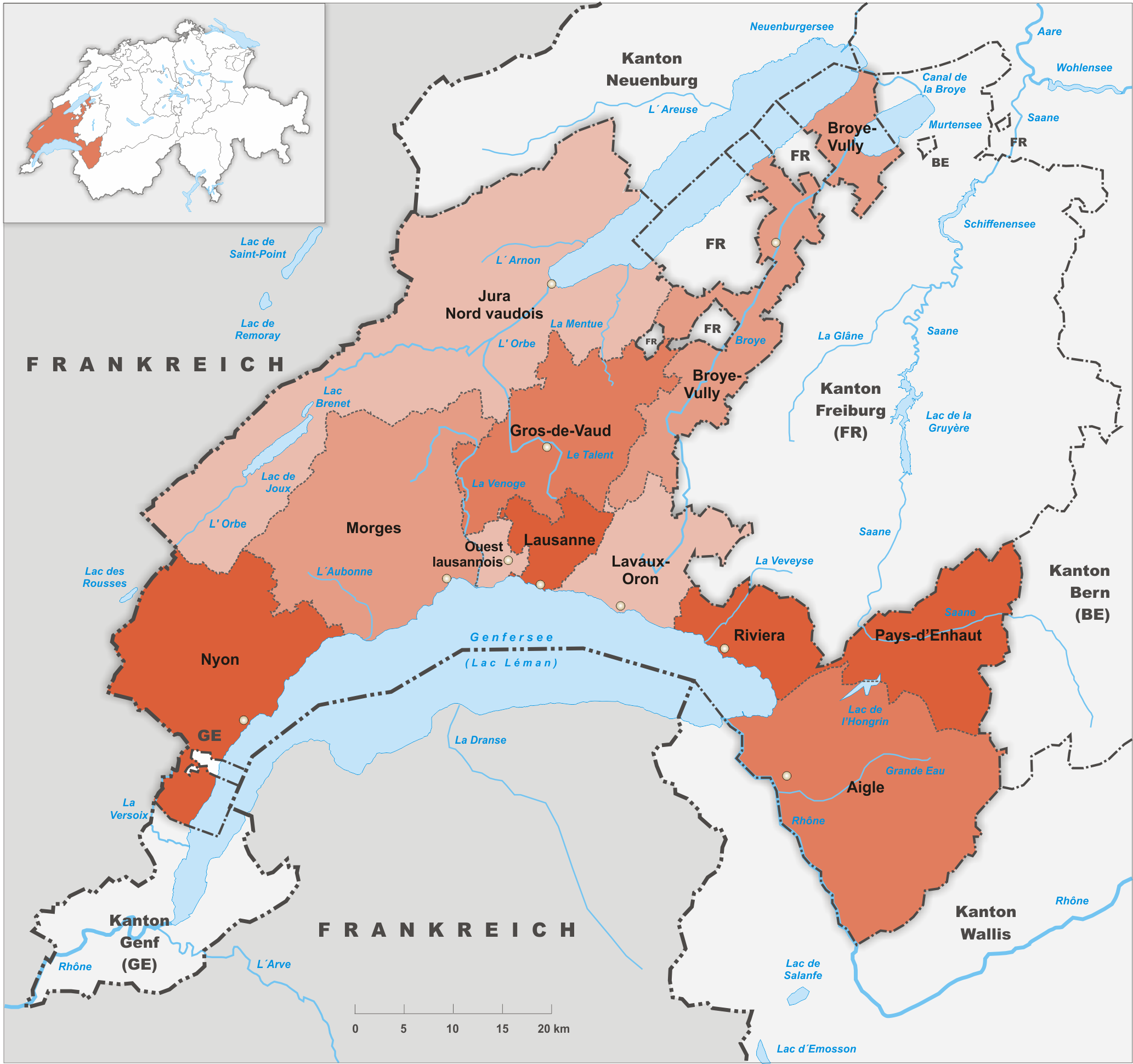
Карта кантону Во із зображенням його поділу на райони.

Округи — територіальні одиниці кантону Во. З 2008 року їх налічується 10.

## Роль
Округи є адміністративними та судовими одиницями, що виконують децентралізовані державні завдання та слугують виборчими округами до Великої ради. Виконавчу владу кантону в округах представляють префекти, призначені Державною радою. Налічується 14 префектів: по два в округах Лозанна, Юра-Норд-Водуа, Ньон та Рів'єра-Пеї-д'Ано та по одному в інших шести округах.

## Список районів
З 2008 року кантон Во складається з 10 округів, де французька є офіційною мовою.
| Назва             | Столиця        | N° OFS | Громади Швейцарії | населення (грудень 2023)[4] | Площа (км2) [5] | Щільність населення (чол./км2) |
| ----------------- | -------------- | ------ | ----------------- | --------------------------- | --------------- | ------------------------------ |
| Егль              | Егль           | B2221  | +15,              | +049 221,                   | +0434,85        | 113                            |
| Бруа-Вюлі         | Паєрн          | B2222  | +31,              | +047 068,                   | +0265,02        | 178                            |
| Гро-де-Во         | Ешалан         | B2223  | +36,              | +048 086,                   | +0230,79        | 208                            |
| Юра-Но-Водуа      | Івердон-ле-Бен | B2224  | +73,              | +095 924,                   | +0702,52        | 137                            |
| Лозанна           | Лозанна        | B2225  | +06,              | +173 676,                   | +0065,14        | 2666                           |
| Лаво-Орон         | Бур-ан-Лаво    | B2226  | +16,              | +065 125,                   | +0134,57        | 484                            |
| Морж              | Морж           | B2227  | +56,              | +088 378,                   | +0373,01        | 237                            |
| Ньйон             | Ньйон          | B2228  | +47,              | +107 084,                   | +0307,3         | 348                            |
| Лозанна-Захід     | Ренан          | B2229  | +08,              | +082 535,                   | +0026,34        | 3133                           |
| Рів'єра-Пеї-д'Ано | Веве           | B2230  | +12,              | +088 773,                   | +0282,9         | 314                            |
| Всього            | Всього         | Всього | +300,             | +845 870,                   | +3 212,03       | 263                            |

Кантон включає частини озер Жу (8,77 км²), Мора (8,35 км²), Невшатель (74,14 км²) і Леман (298,10 км²), які не належать жодному району чи комуні; загальна площа, вказана в таблиці, це враховує.

## Історія

### Створення та еволюція районів

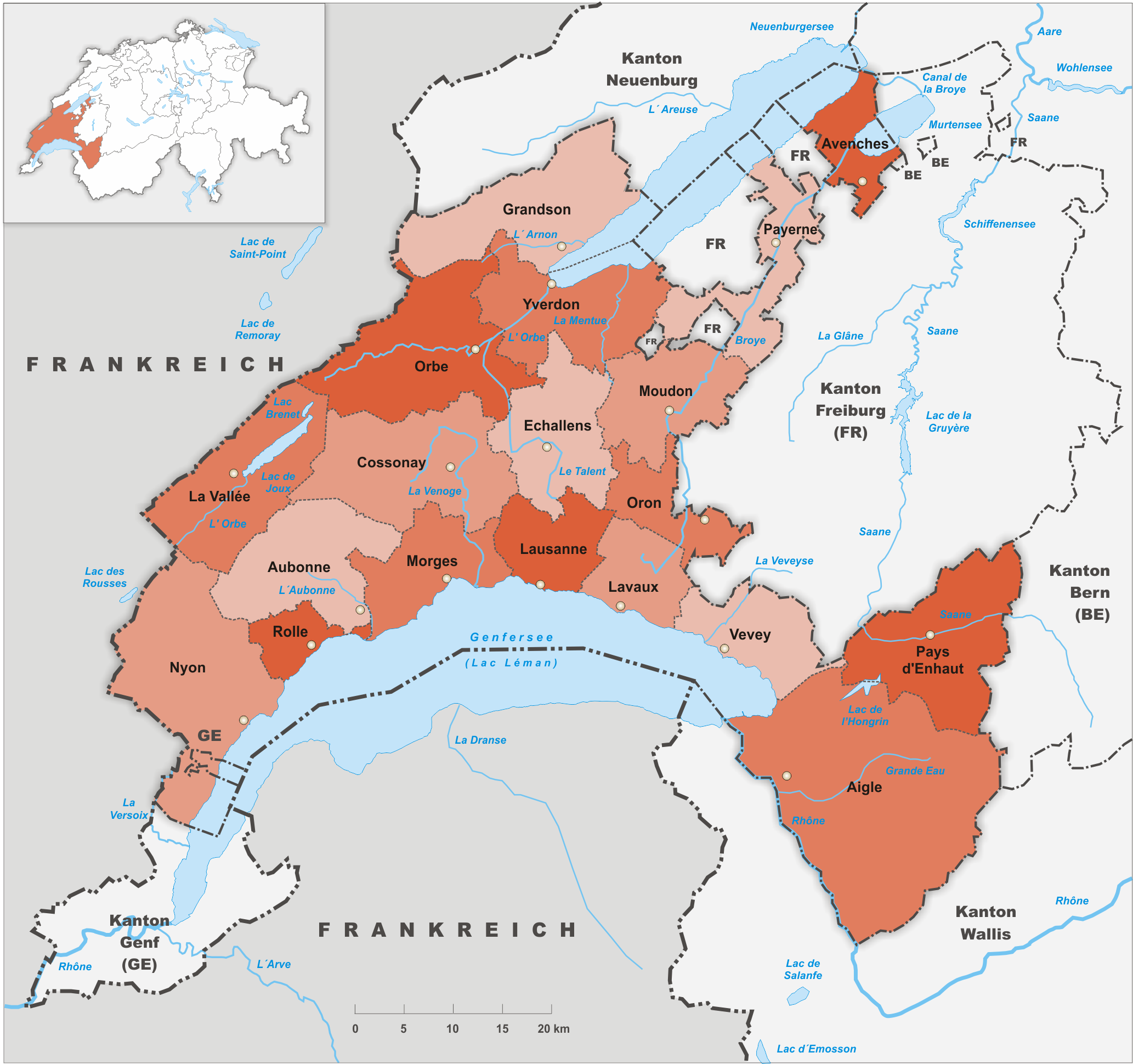
Карта районів Во з 1803 по 2007 рік.

17 червня 1798 року, за Гельветійської республіки, було визначено виборчі округи сімнадцяти районів кантону Женевського озера. 1803 році, коли Наполеон Бонапарт нав'язав Швейцарії нову конституцію, для кантону Во було визначено 19 районів, враховуючи фактичну ситуацію та практичні міркування, зокрема, щоб кожен громадянин міг дістатися пішки до районного центру і повернутися назад за один день.
2003 року конституція кантону Во передбачила скорочення кількості округів до 8-12. Новий закон про територіальний поділ, що набрав чинності 11 вересня 2005 року, став основою для кантональних виборів у квітні 2007 року.
Запропонований Державною радою поділ включає 10 округів, кожен з яких містить префектуру. Регіон Лозанна поділений на 3 округи. Відповідно до нового поділу, 17 префектів розподілені між округами: один префект для Егль, Лаво-Орон, Бруа-Вюллі, Гро-де-Во та Західної Лозанни; два для Ньон, Морж та Рів'єра-Пеї-д'Ано; і три для Лозанни та Юра-Норд Водо.
Реформування виборчих округів мало на меті зменшення кількості депутатів до 150 зі 180 та встановлення мінімальної чисельності населення в 42 500 осіб на округ.
Новий закон про територіальний поділ департаменту Во набув чинності 1 вересня 2006 року, а зміни до округів були внесені 1 січня 2008 року.

### Список колишніх районів
До 2008 року райони Во включали:
| Nom       | Chef-lieu      | Communes | Population (2005) | Superficie (km2) | Densité (hab./km2) |
| --------- | -------------- | -------- | ----------------- | ---------------- | ------------------ |
| Егль      | Егль           | +15,     | +036 217,         | +434,85          | +0083,29           |
| Обонн     | Обонн          | +17,     | +011 882,         | +153,25          | +0077,53           |
| Аванш     | Аванш          | +11,     | +006 601,         | +059,91          | +0110,18           |
| Косоне    | Косоне         | +32,     | +021 720,         | +198,21          | +0109,58           |
| Ешалан    | Ешалан         | +29,     | +021 763,         | +135,86          | +0160,19           |
| Грансон   | Грансон        | +20,     | +012 658,         | +176,02          | +0071,91           |
| Лозанна   | Лозанна        | +12,     | +194 012,         | +084,75          | +2 289,23          |
| Лаво      | Каллі          | +12,     | +023 842,         | +078,86          | +0302,33           |
| Морж      | Морж           | +34,     | +070 823,         | +108,15          | +0654,86           |
| Moudon    | Moudon         | +32,     | +012 475,         | +119,61          | +0104,3            |
| Ньйон     | Ньйон          | +32,     | +064 612,         | +232,02          | +0278,48           |
| Орб       | Орб            | +25,     | +019 979,         | +209,81          | +0095,22           |
| Орон      | Орон-ла-Віль   | +22,     | +010 767,         | +076,03          | +0141,62           |
| Паєрн     | Паєрн          | +18,     | +014 719,         | +107,74          | +0136,62           |
| Пеї-д'Ано | Шато-д'Е       | +03,     | +004 493,         | +185,66          | +0024,2            |
| Роль      | Роль           | +13,     | +012 288,         | +044,16          | +0278,26           |
| La Vallée | Le Sentier     | +03,     | +006 171,         | +163,68          | +0037,7            |
| Веве      | Веве           | +10,     | +069 854,         | +097,22          | +0718,51           |
| Івердон   | Івердог-ле-Бен | +38,     | +035 915,         | +156,68          | +0229,23           |
| Всього    |                | 378      | 650 791           | 2 822            | 230,57             |